# Chirothecia
Chirothecia là một chi nhện trong họ Salticidae.